# Franz Kaspar Lieblein
Franz Kaspar Lieblein (* 15. September 1744 in Karlstadt; † 28. April 1810 in Fulda) war ein deutscher Botaniker. Sein offizielles botanisches Autorenkürzel lautet „Liebl.“.
Sein Werk Flora fuldensis gilt als das erste, das gezielt auf eine Erfassung der Flora der Rhön hinarbeitet; in ihm sind etwa 300 Pflanzenarten beschrieben. 

## Werke
- Flora fuldensis. Frankfurt am Main: Andreas, 1784.